# Dihaj
Diana Hacıyeva, mieux connue sous son nom de scène Dihaj (parfois stylisé en DiHaj), née le 13 juin 1989 à Marioupol, en Ukraine est une chanteuse azérie.
Sortie de l'Académie de musique Hajibeyov de Bakou, Diana Hacıyeva enregistre son premier clip Find Yourself en 2011. Le 6 décembre 2016, elle est choisie en interne pour représenter l'Azerbaïdjan au concours Eurovision de la chanson 2017 à Kiev, en Ukraine. Elle a participé à la première demi-finale du concours le mardi 9 mai 2017 où elle réussit à se qualifier avec 150 points (8e place) pour la grande-finale le 13 mai 2017.
Elle termine le concours avec sa chanson Skeletons à la 14e place sur 26 autres concurrent avec 120 points. Elle se classe 12e du classement des votes de la part des jurys et 11e du télévote.